# Flaune
La flaune, ou flausona en occitan ou flauna en occitan rouergat, est une pâtisserie de ménage de la cuisine rouergate (aveyronnaise), à mi-chemin entre le cheesecake et le flan pâtissier.

## Réalisation

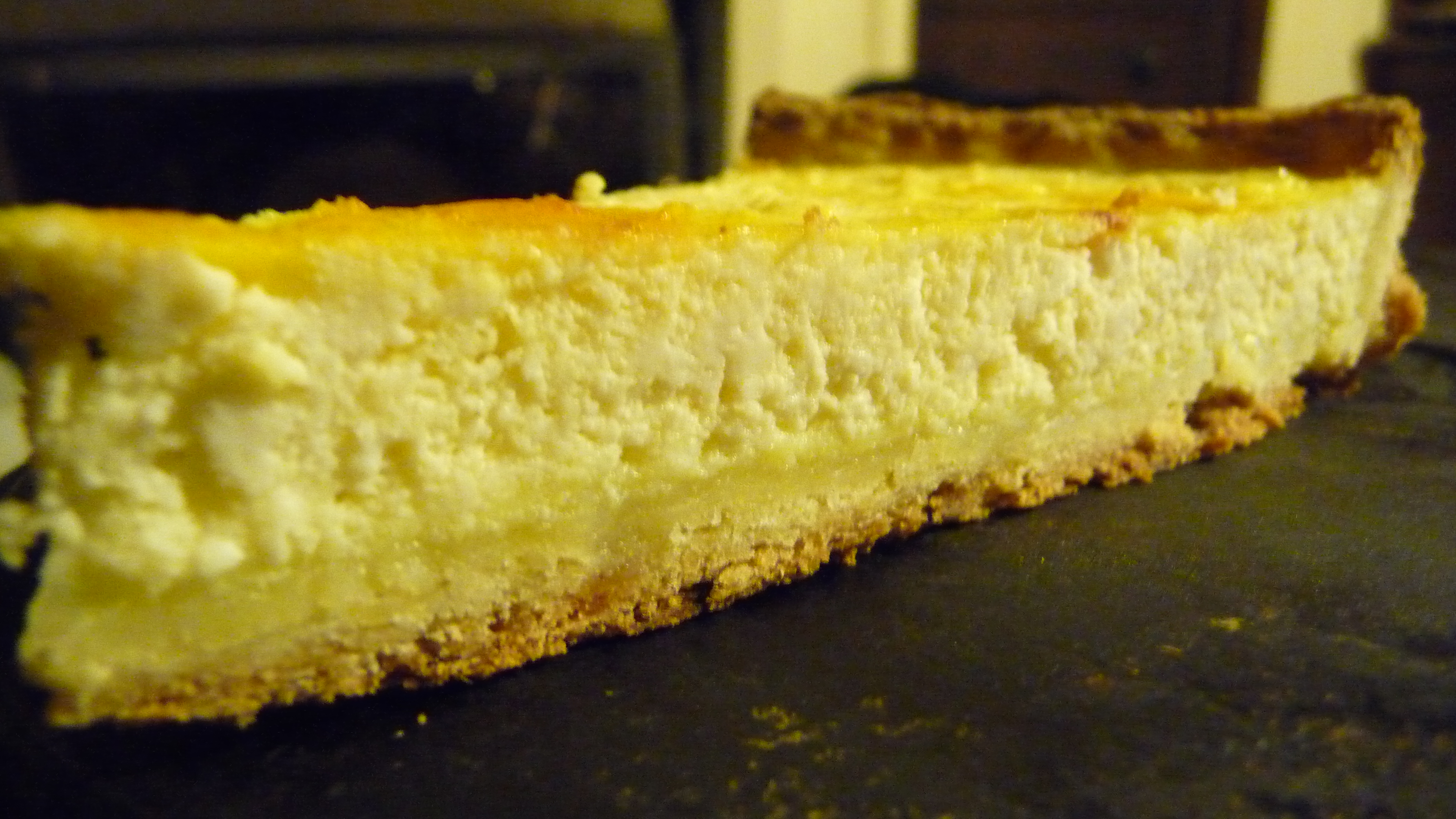
La texture de la flaune est grumeleuse.

La flauna est élaborée à partir d'un fond de tarte de pâte brisée garnie d'un mélange d'œufs, de recuècha écrasée à la fourchette (« recuite » en français, fromage de lactosérum de brebis de l'Aveyron méridional comparable au brocciu de la Corse mais en plus maigre), de sucre et d'eau de fleur d'oranger. Après cuisson, le tranchage révèle la garniture présentant les petits grumeaux caractéristiques de la recuite de brebis.

## Mets similaires
On retrouve des pâtisseries approchantes en Alsace et en Moselle (flan pâtissier au fromage blanc), en Russie (vatrouchka), en Pologne (sernik), en Roumanie (alivenci), en Angleterre et en Amérique du Nord (cheesecake).